# Phytomyza nigrinervis
Phytomyza nigrinervis este o specie de muște din genul Phytomyza, familia Agromyzidae, descrisă de Frost în anul 1924.
Este endemică în Colorado. Conform Catalogue of Life specia Phytomyza nigrinervis nu are subspecii cunoscute.